# Natalie Dreyfuss
Natalie Dreyfuss (Los Ángeles, California, Estados Unidos, 25 de febrero de 1987) es una actriz estadounidense de cine y televisión. Hizo su debut en televisión a los dos años en la película Let It Ride de 1989. Es conocida por su participación en las series The Secret Life of the American Teenager (2013), The Originals (2014-2015) y por interpretar a Sue Dibny en The Flash (2021-2021).

## Carrera
Tras algunos trabajos como modelo y desempeñarse como bailarina por más de 15 años, Dreyfuss se graduó de la Escuela de Actuación Dramática de la Universidad de Yale. Después de algunos pequeños papeles en series de televisión y una aparición el 2007 en la película National Treasure: Book of Secrets de Jon Turteltaub, el año 2008 tuvo su primer rol importante en la serie Rita Rocks. En 2012 apareció en la película Smashed de James Ponsoldt y fue parte del elenco estable de la serie The Secret Life of the American Teenager, mientras que en 2014 participó en la exitosa serie The Originals de The CW. El año 2020 alcanzó mayor fama al interpretar a Sue Dibny en la sexta temporada de The Flash (2021-2021).
También tuvo apariciones en episodios de las series The Shield, Lie to Me, New Girl, Dr. House, True Blood, Will & Grace, entre otras.

## Vida personal
Natalie es hija de Kathy Kann, que trabaja en el área de vestuario en la industria de cine de Hollywood, y del actor de ascendenca judía Lorin Dreyfuss, y es sobrina del actor Richard Dreyfuss.

## Filmografía

### Cine
| Año  | Título                             | Rol                | Director(a)       |
| ---- | ---------------------------------- | ------------------ | ----------------- |
| 1989 | Let It Ride                        | Abby               | Joe Pytka         |
| 2007 | National Treasure: Book of Secrets | Angry College Girl | Jon Turteltaub    |
| 2008 | Childless                          | Katherine          | Charlie Levi      |
| 2008 | The Nanny Express                  | Emily Chandler     | Bradford May      |
| 2008 | 33 Griffin Lane                    | Jessie             | Todd S. Kniss     |
| 2012 | Excision                           | Abigail            | Richard Bates Jr. |
| 2012 | Smashed                            | Amber              | James Ponsoldt    |
| 2017 | Secs & Execs                       | Autumn Fairchild   | Stan Zimmerman    |
| 2017 | Brown Girl                         | Stella             | Mark Cendrowski   |
| 2019 | The Dating List                    | Abby Morel         | David I. Strasser |
| 2020 | Poison Pen Pal                     | Molly Cumberland   | Danny J. Boyle    |
| TBA  | Snapshot of Love                   | Jessie Brookes     | David I. Strasser |

### Televisión
| Año       | Título                                   | Rol                        | Notas                  |
| --------- | ---------------------------------------- | -------------------------- | ---------------------- |
| 2000      | Wathever                                 | Darren Warner              | 1 episodio             |
| 2007      | Burn Notice                              | Sophie Stagner             | 1 episodio             |
| 2007      | Life                                     | Tiffany Sloan              | 1 episodio             |
| 2007      | Connected                                | Tiffany Harrington         | 2 episodios            |
| 2008      | The Shield                               | Agnes Billings             | 1 episodio             |
| 2008-2009 | Rita Rocks                               | Hallie Clemens             | 40 episodios           |
| 2010      | Lie to Me                                | Molly                      | 1 episodio             |
| 2010-2011 | Glory Daze                               | Julie                      | 7 episodios            |
| 2011      | Weeds                                    | Sophia                     | 1 episodio             |
| 2012      | New Girl                                 | Skyler                     | 1 episodio             |
| 2012      | Dr. House                                | Courtney                   | 1 episodio             |
| 2012-2013 | The Secret Life of the American Teenager | Chloe                      | 11 episodios           |
| 2013      | True Blood: Jessica's Blog               | Braelyn Bellefleur         | 1 episodio             |
| 2013      | True Blood                               | 18 Year Old Faerie Girl #1 | 2 episodios            |
| 2013      | My Synthesized Life                      | Leah                       | 1 episodio             |
| 2013      | We Are Men                               | Lizzy                      | 1 episodio             |
| 2013      | Aim High                                 | Dakota                     | 1 episodio             |
| 2013      | The Human Condition                      | Natalie                    | 1 episodio             |
| 2014      | 2 Broke Girls                            | Hilary                     | 1 episodio             |
| 2014-2015 | The Originals                            | Cassie / Esther Mikaelson  | 6 episodios            |
| 2015      | Clipped                                  | Lucy                       | 1 episodio (miniserie) |
| 2017      | Baby Daddy                               | Olivia                     | 1 episodio             |
| 2017      | Still the King                           | Leia                       | 7 episodios            |
| 2017      | Will & Grace                             | Emma                       | 1 episodio             |
| 2017      | Wisdom of the Crowd                      | Faith Laferty              | 1 episodio             |
| 2020-2022 | The Flash                                | Sue Dearbon                | 12 episodios           |

### Cortometrajes
- The First Date (2012)
- Bedtime Story (2018)

### Vídeos musicales
- The Offspring - «Kristy, Are You Doing Okay?» (2008)